# Peter Scheifler
Peter Scheifler (* 23. Januar 1956) ist ein ehemaliger deutscher Fußballspieler. 

## Sportlicher Werdegang
Scheifler entstammt der Jugend des TSV Untermeitingen, den er in Richtung TSV 1860 München verließ. Dort kam der Mittelfeldspieler im Verlauf der Spielzeit 1976/77 zu acht Einsätzen in der 2. Bundesliga. In den Aufstiegsspielen gegen Arminia Bielefeld, in denen er nicht zum Einsatz kam, setzten sich die „Löwen“ nach einer 0:4-Hinspielniederlage nach einem 4:0-Erfolg im Rückspiel sowie einem 2:0-Sieg im Entscheidungsspiel durch, trotz des hieraus folgenden Aufstiegs in die Bundesliga verließ er den Verein und wechselte zum Zweitligaaufsteiger Würzburger Kickers. Am Ende der Spielzeit 1977/78, in der er in 25 Spielen zwei Tore erzielt hatte, stand der direkte Wiederabstieg des bayerischen Klub.
Scheifler wechselte im Sommer 1978 zum VfB Friedrichshafen in die drittklassige Oberliga Baden-Württemberg, die ihr Debüt feierte. Unter Spielertrainer Rainer Ohlhauser bestritt er an der Seite von Karl-Michael Wohlfarth und Lothar Wardanjan 22 Saisonspiele, mit drei Treffern war er hinter dem siebenfach erfolgreichen Josef Müller zweitbester vereinsinterner Torschütze. Mit nur sechs Siegen und 22 Punkten stieg er jedoch mit der Mannschaft zum Saisonende ab, in der Verbandsliga Württemberg verpasste sie hinter dem VfR Aalen und dem Mitabsteiger SSV Reutlingen 05 als Tabellendritter den direkten Wiederaufstieg. Nach einem sechsten Tabellenplatz in der Spielzeit 1980/81 kehrte er in die Oberliga Baden-Württemberg zurück, als er sich dem FV Ravensburg anschloss. Auch mit diesem stieg er zwei Jahre später an der Seite des Spielertrainers Siegfried Köstler aus der Oberliga ab, insgesamt hatte er für den Verein acht Tore in 50 Oberligaspielen erzielt. Zwischen 1984 und 1987 lief er anschließend noch für den FC Memmingen in der Bayernliga auf.